# Peyret-Saint-André
Peyret-Saint-André è un comune francese di 57 abitanti situato nel dipartimento degli Alti Pirenei nella regione dell'Occitania.

## Società

### Evoluzione demografica
Abitanti censiti